# Seinäjoki
Seinäjoki [ˈsɛi̯næjɔki] je město na západě Finska. Je správním centrem provincie Jižní Pohjanmaa a významným železničním uzlem. Železniční trati spojují Seinäjoki s městy Tampere, Kaskinen, Vaasa, Oulu a Haapamäki.
Letiště Seinäjoki se nachází v sousedním Ilmajoki, 11 kilometrů jižně od centra Seinäjoki.

## Historie
První zmínky o osídlení na území dnešního města jsou doloženy z období kolem poloviny 16. století, kdy bylo pod správou sousední farnosti Ilmajoki. K rychlému rozvoji oblasti došlo v roce 1798 po založení kováren a oceláren v Östermyra. V roce 1868 se Seinäjoki stalo samostatnou obcí, jejíž další rozvoj v 80. letech 19. století byl spojen s výstavbou železničních tratí. V roce 1960 Seinäjoki stalo městem, ke kterému byly na počátku 21. století připojeny okolní obce – v roce 2005 Peräseinäjoki a část obce Ilmajoki a na počátku roku 2009 Nurmo a Ylistaro.

## Znak města
Modrá hradební zeď na stříbrném poli ohraničená ve spodní části vlnami vodní hladiny. Znak vychází z finských slov seinä s významem hradební zeď a joki řeka.

## Pamětihodnosti

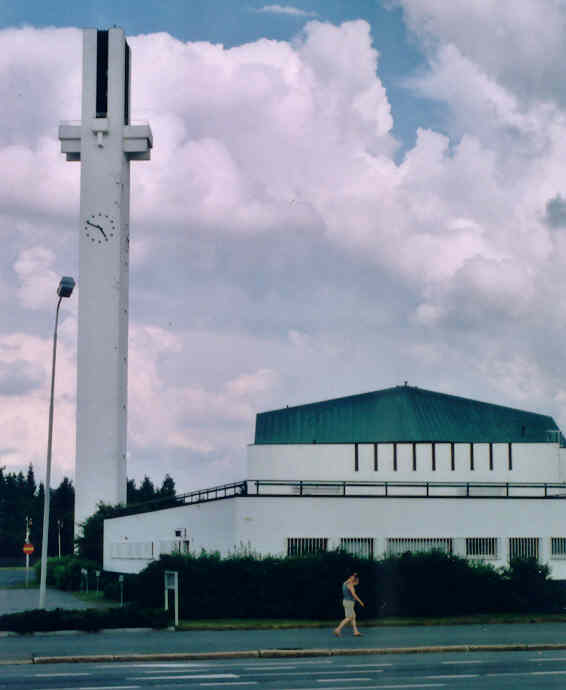
Kostel Lakeuden risti

V Seinäjoki se nachází několik staveb významného finského architekta Alvara Aalto. Patří k nim:
- městská knihovna
- kostel Lakeuden Risti
- administrativní budovy

## Kultura
Kulturní nabídka v Seinäjoki je široká. V létě se konají tři velké akce:
- Tangomarkkinat – festival tanga[4]
- Vauhtiajot – motoristický závod spojený s hudebním festivalem
- Provinssirock – jeden z největších a nejstarších finských rockových festivalů[5]

Známým rockovým klubem, ve kterém každý týden koncertují finští nebo mezinárodní umělci, je Rytmikorjaamo. V Seinäjoki je také řada dalších barů a klubů nabízejících hudbu a zábavu, stejně tak i městské divadlo a hudební orchestr.

## Průmysl
V Seinäjoki je zastoupen průmysl potravinářský (Atria,Valio), dřevozpracující, strojírenský (Rautaruukki) a IT. Významnou úlohu hraje i výzkum a vývoj.

## Fotogalerie

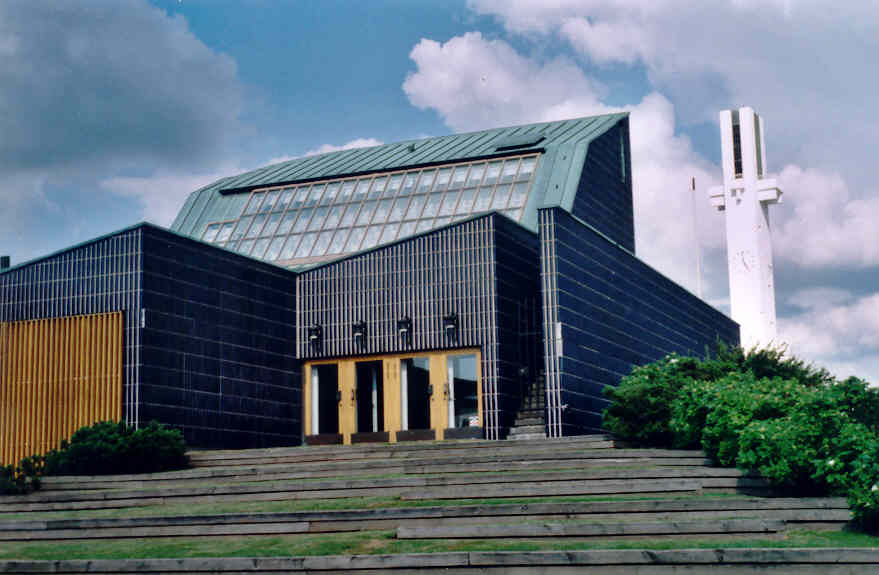
Alvar Aalto-centrum
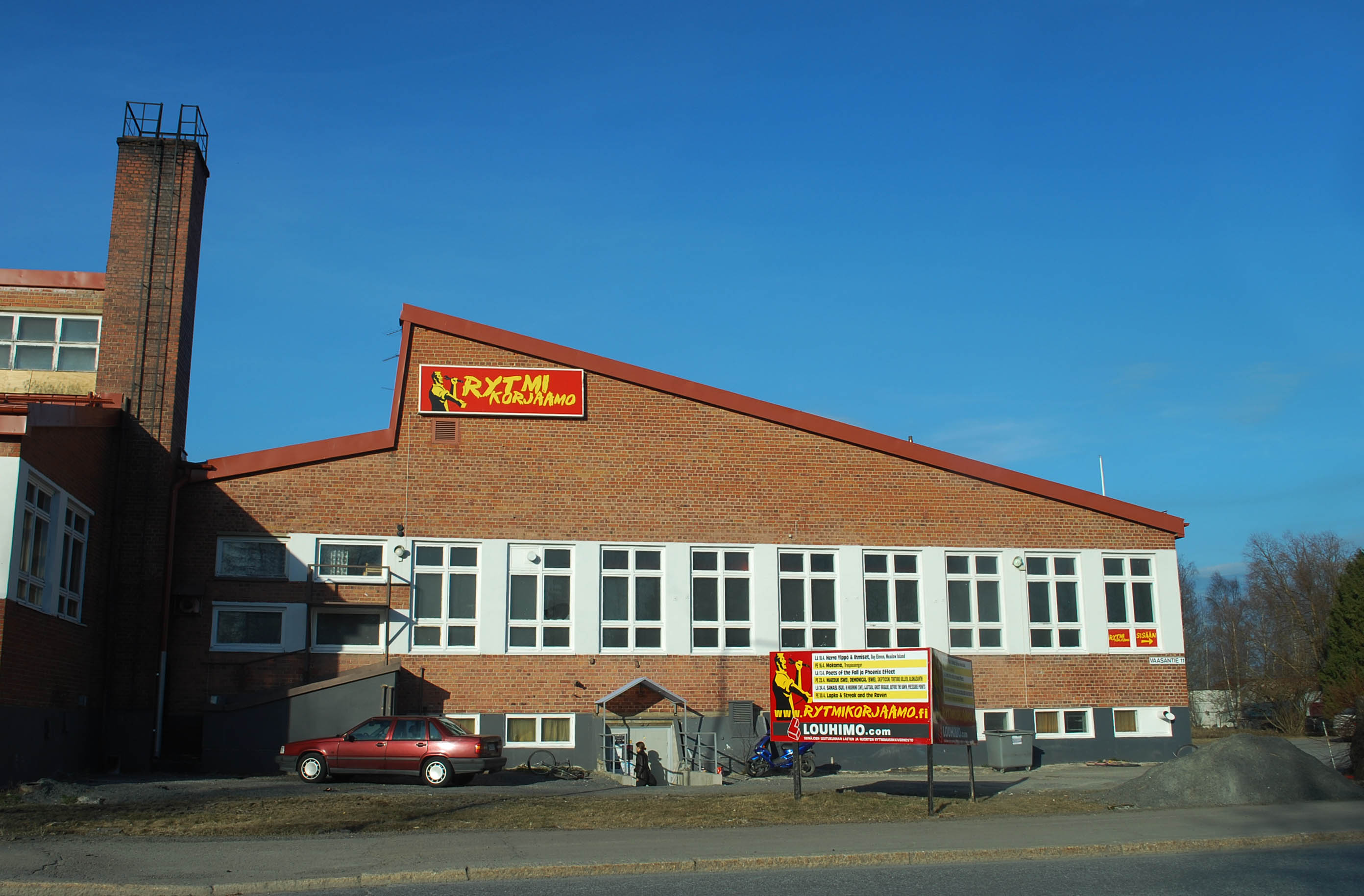
Hudební klub
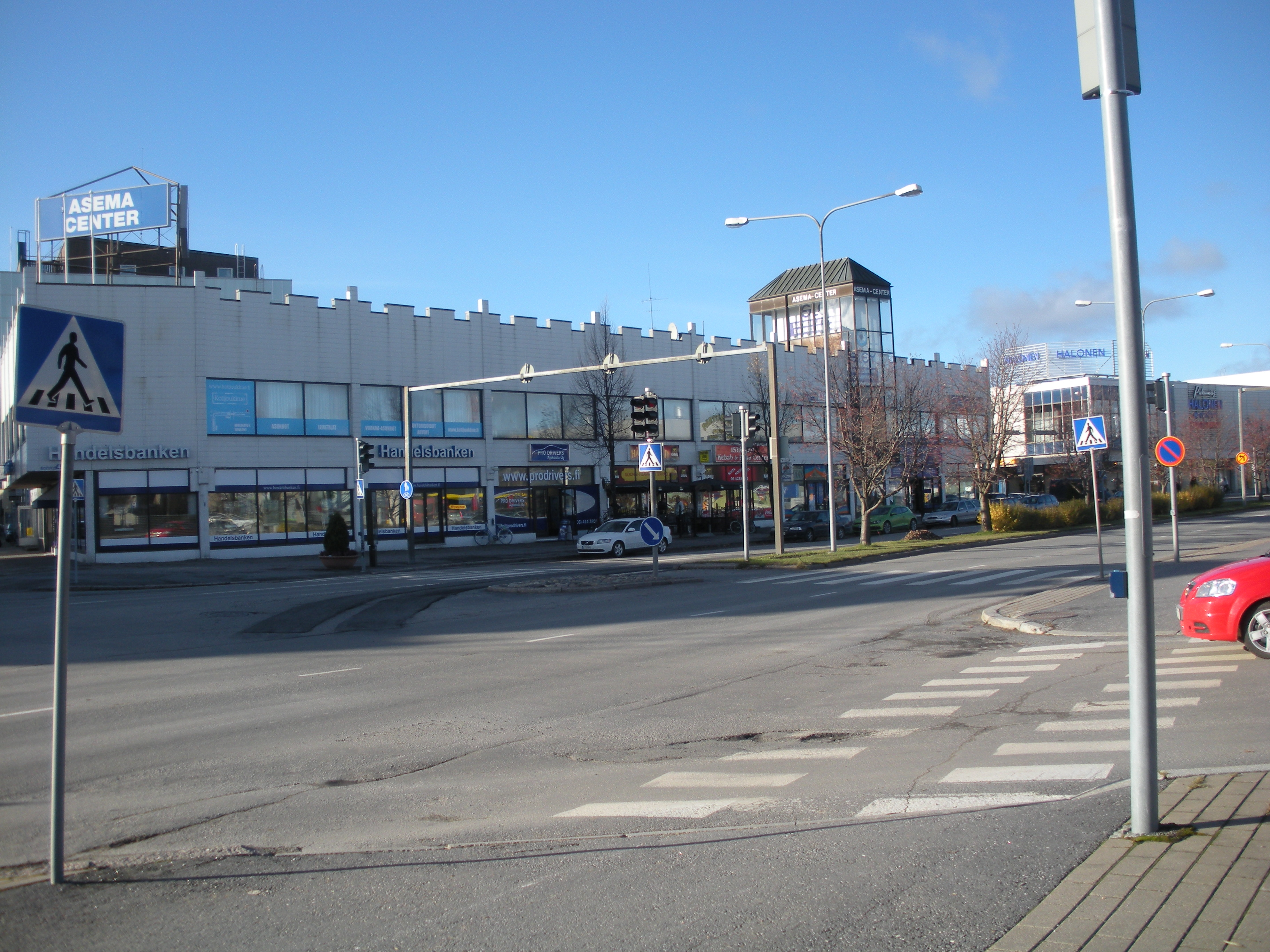
Obchody v centru města
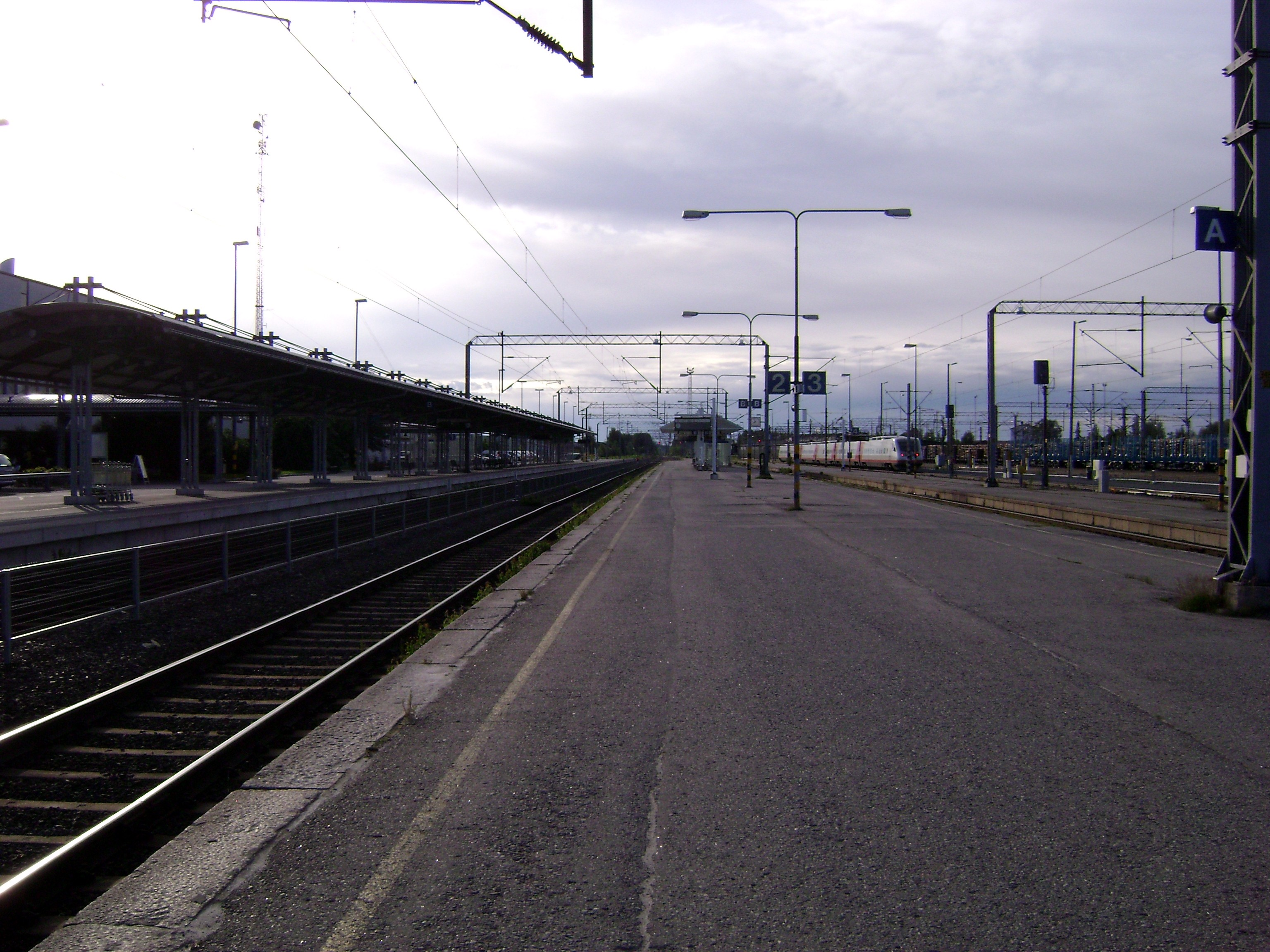
Nádraží v Seinäjoki

## Obyvatelstvo
Vývoj počtu obyvatel (Stav: k 31. prosinci):
| - 1987 – 26 837 - 1990 – 27 765 - 1997 – 29 417 - 2000 – 30 290 | - 2002 – 31 085 - 2004 – 35 918 - 2005 – 36 409 |

## Partnerská města
- Schweinfurt, Německo
- Kunda, Estonsko
- Kose, Estonsko
- Rakvere, Estonsko
- Sõmeru, Estonsko
- Valga, Estonsko
- Sopron, Maďarsko
- Koszalin, Polsko
- Kristinehamn, Švédsko
- Åsele, Švédsko
- Velikije Luki, Rusko
- Harstad, Norsko
- Farsund, Norsko
- Thunder Bay, Kanada
- Skagen , Dánsko
- Virginia, Minnesota, USA
- Orvieto, Itálie

## Známé osobnosti
- Mari Johanna Kiviniemi (* 1968 ), finská premiérka (2010–2011)
- Jorma Ollila (* 1950 ), generální ředitel (1992–2006) telekomunikačního koncernu Nokia
- Arto Saari (* 1981 ), professionální skateboardista
- Sami Osala (* 1980 ), bubeník finské hudební skupiny Sunrise Avenue
- Kristiina Hannele Mäki (* 1991), česko-finská běžkyně
- The Dudesons, čtveřice mladíků natáčejících pro MTV komediální reality show s prvky extrémních sportů